# Romantico (Natale Galletta)
Romantico è un album discografico del cantante Natale Galletta, pubblicato nel 1993.

## Tracce
Lato A
1. ...e batte il cuore – 3:36
2. Ormaie si 'a mia – 3:50
3. Io te penzo – 4:06
4. Sto 'mpazzenno pe' te – 4:14
5. Sempe cu tutte – 3:10

Durata totale: 18:56
Lato B
1. Comme piace a me – 3:30
2. Lassame perdere – 3:30
3. Sempe te – 3:25
4. Facciamolo ancora – 3:45
5. Odiami – 4:10

Durata totale: 18:20